# 榮慶 (鄰水知縣)
榮慶（？年—？年），字？，旗人，監生，歷任四川同知知縣。

## 生平
- 道光十七年九月，籤掣四川石砫廳同知[1]
- 道光二十七年二月，籤掣四川綏定府城口廳通判[2]
- 道光三十年，署鄰水縣知縣[3]。
- 咸豐元年十月，卓異加一級仍註冊回任候升[4]